# Chlorobium
Genre
Synonymes
- Schmidlea Lauterborn 1913

Chlorobium est un genre de bactéries photosynthétiques à Gram négatif de la famille des Chlorobiaceae. Son nom, formé sur le grec chloros (χλωρός : vert clair ou pâle) et bios (βίος : vie), fait référence à la couleur verte des colonies de ces organismes en rapport avec leur contenu chlorophyllien.
C'est le genre type de l'embranchement des Chlorobiota, de l'ordre des Chlorobiales et de la famille des Chlorobiaceae.

## Liste d'espèces

### Espèces validement publiées
Selon la LPSN (12 décembre 2022) :
- Chlorobium chlorovibrioides Gorlenko et al. 1974
- Chlorobium limicola Nadson 1906 – espèce type
- Chlorobium luteolum (Schmidle 1901) Imhoff 2003
- Chlorobium phaeobacteroides Pfennig 1968
- Chlorobium phaeovibrioides Pfennig 1968

Les espèces suivantes ont été reclassées :
- Chlorobium tepidum : reclassée en Chlorobaculum tepidum (Wahlund et al. 1996) Imhoff 2003
- Chlorobium vibrioforme : reclassée en Prosthecochloris vibrioformis (Pelsh 1936) Imhoff 2003

### Espèces en attente de publication valide
Selon la LPSN (12 décembre 2022) les espèces suivantes sont en attente de publication valide (Ca. signifie Candidatus) :
- « Ca. Chlorobium antarcticum » Panwar et al. 2021
- « Ca. Chlorobium canadense » Tsuji et al. 2020
- « Chlorobium chlorochromatii » Vogl et al. 2006
- « Chlorobium clathratiforme » (Szafer 1910) Imhoff 2003
- « Chlorobium ferrooxidans » Heising et al. 1999
- « Ca. Chlorobium masyuteum » Lambrecht et al. 2021
- « Chlorobium tepidium » Steen et al. 1998